# RUM-139 VL-ASROC

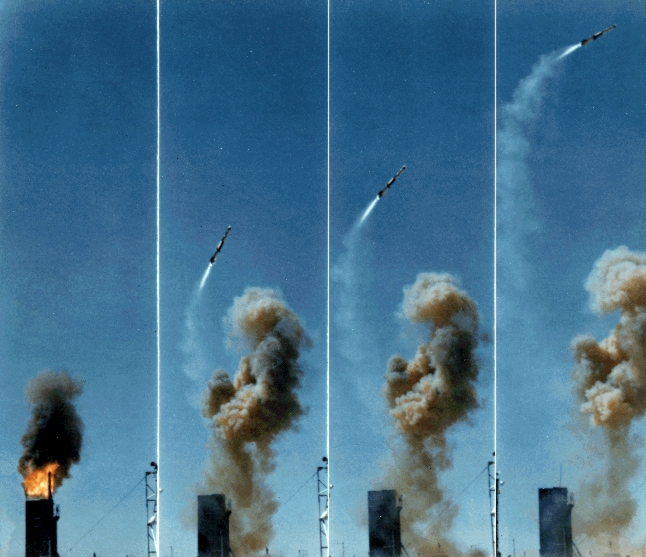
Odpal zbraně 28. 7. 1984

RUM-139 VL-ASROC (zkratka znamená Vertical Launch Anti Submarine ROCket - vertikálně odpalovaná protiponorková střela) je americká protiponorková střela společnosti Lockheed Martin, odpalovaná vertikálně z hladinových plavidel.
Má dosah až 28 km, váží 630 kg a ve vzduchu se pohybuje rychlostí až 1 Mach. K roku 2007 bylo vyrobeno více než 450 kusů (platí pro verze RUM-139A/B).

## Historie
Americké vojenské námořnictvo US Navy disponovalo v 80. letech 20. století pro protiponorkový boj mj. střelami UUM-44 SUBROC odpalovanými z ponorek a raketami RUR-5 ASROC odpalovanými z hladinových plavidel. Tyto systémy měly být nahrazeny novým komplexem RUM/UUM-125 Sea Lance, který měl být použitelný jak z ponorek, tak i z lodí. Kvůli technickým a finančním obtížím se určitou dobu pokračovalo ve vývoji verze určené k odpalování z ponorek (UUM-125 Sea Lance) a pro lodě vznikl nový systém - RUM-139 VL-ASROC. Kontrakt byl zadán společnosti Goodyear Aerospace v roce 1983. Vývoj nabíral zpoždění a v roce 1986 byla Goodyear Aerospace převzata firmou Loral. Tu zase získala roku 1996 společnost Lockheed Martin. RUM-139 VL-ASROC se stal operačně způsobilým v roce 1993.

## Popis
Střela RUM-139 nesla samonaváděcí torpédo Mark 46 Mod 5A a byla konstruována k vypouštění z vertikálního odpalovacího zařízení MK 41. Jde o přepracovanou raketu RUR-5 ASROC s kompletně novým raketovým urychlovacím stupněm na tuhé palivo. Autopilot umožňoval větší manévrovatelnost než v případě RUR-5. Před dopadem do vody se v určeném čase oddělila motorová sekce a torpédo bylo zpomaleno pomocí padáku, než dopadlo do vody a začalo v ní pátrat po cíli.

## Varianty
- RTM-139A - verze určená k výcviku
- DRUM-139A - neletová verze
- RUM-139A - základní verze
- RUM-139B - verze z roku 1996 s vylepšeným torpédem Mark 46 Mod 5A (SW)
- RUM-139C - verze z roku 2001 s torpédem Mark 54 Mod 0 [1]
- RTM-139C - výcviková verze RUM-139C